# Darmyšl
Darmyšl je vesnice, část obce Staré Sedlo v okrese Tachov v Plzeňském kraji. Nachází se asi tři kilometry na jih od Starého Sedla a tři kilometry jihozápadně od zřícenin hradu Prostiboř pod lesním kopcovitým komplexem Sedmihoří. V roce 2011 zde trvale žilo šedesát obyvatel.
Darmyšl je také název katastrálního území o rozloze 10,38 km².

## Historie
Dvě nejstarší zmínky o vesnici z let 1115 a 1186 jsou falza kladrubského kláštera ze 13. století. Od poloviny čtrnáctého století byla vesnice samostatným šlechtickým statkem, ale od počátku 15. století patřila k prostibořskému panství.

## Obyvatelstvo
| Rok            | 1869 | 1880 | 1890 | 1900 | 1910 | 1921 | 1930 | 1950 | 1961 | 1970 | 1980 | 1991 | 2001 | 2011 | 2021 |
| -------------- | ---- | ---- | ---- | ---- | ---- | ---- | ---- | ---- | ---- | ---- | ---- | ---- | ---- | ---- | ---- |
| Počet obyvatel | 326  | 298  | 300  | 346  | 346  | 338  | 340  | 147  | 167  | 122  | 108  | 94   | 73   | 60   | 62   |
| Počet domů     | 61   | 60   | 62   | 66   | 65   | 65   | 65   | 46   | 46   | 31   | 30   | 34   | 35   | 36   | 38   |

## Obecní správa
Při sčítání lidu v letech 1850–1959 Darmyšl byl samostatnou obcí v okrese Tachov. Od roku 1960 je částí obce Staré Sedlo v okrese Tachov.

## Pamětihodnosti
- Vodní mlýn čp. 69
- Na severním břehu rybníka stával darmyšlský zámek zbořený v roce 1984.
- Na vrchu Chlum se nachází hradiště Darmyšl z doby bronzové. V podobě valů se z něj dochovaly zbytky opevnění.[10]
- Sýpka

## Galerie

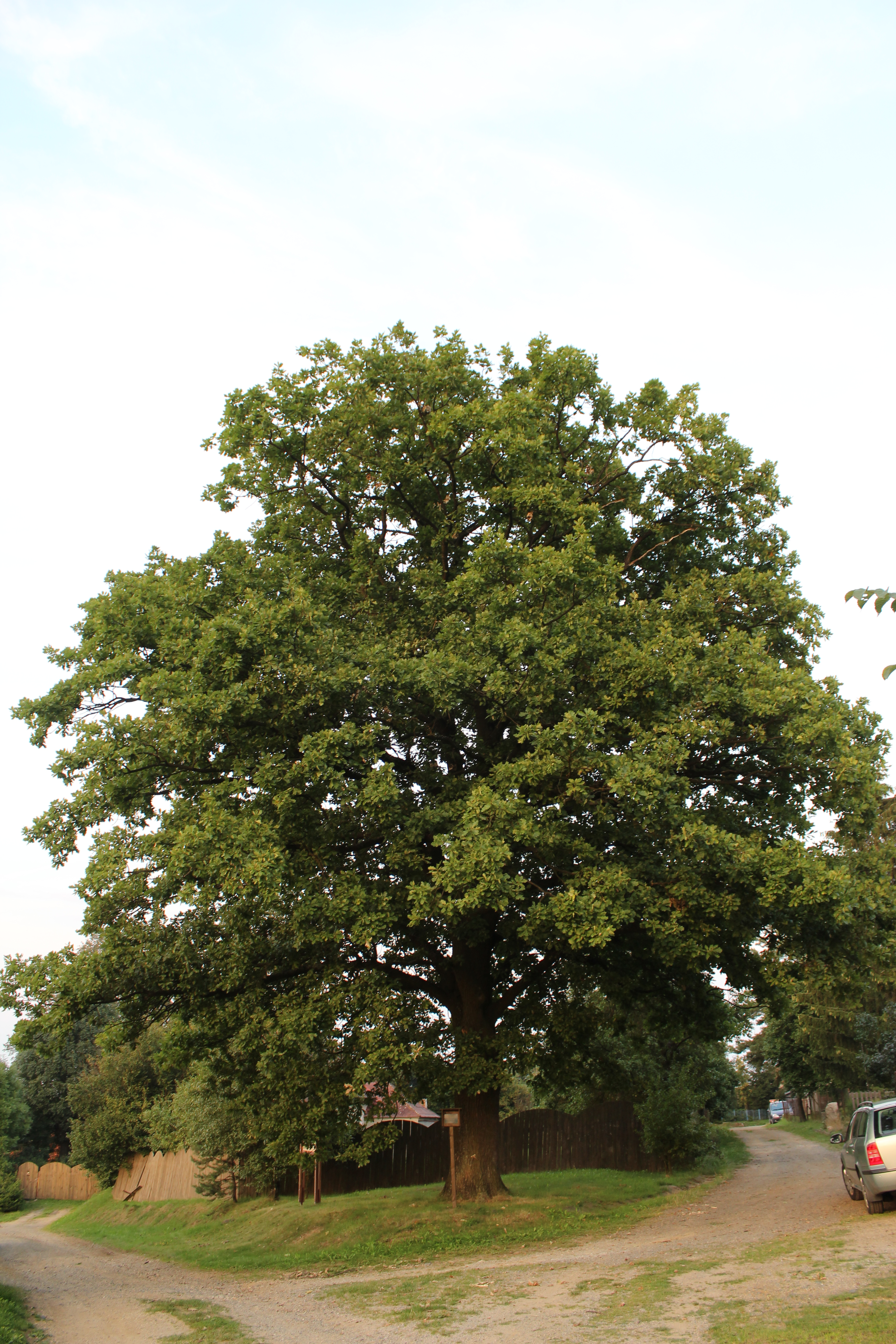
Památný Dub
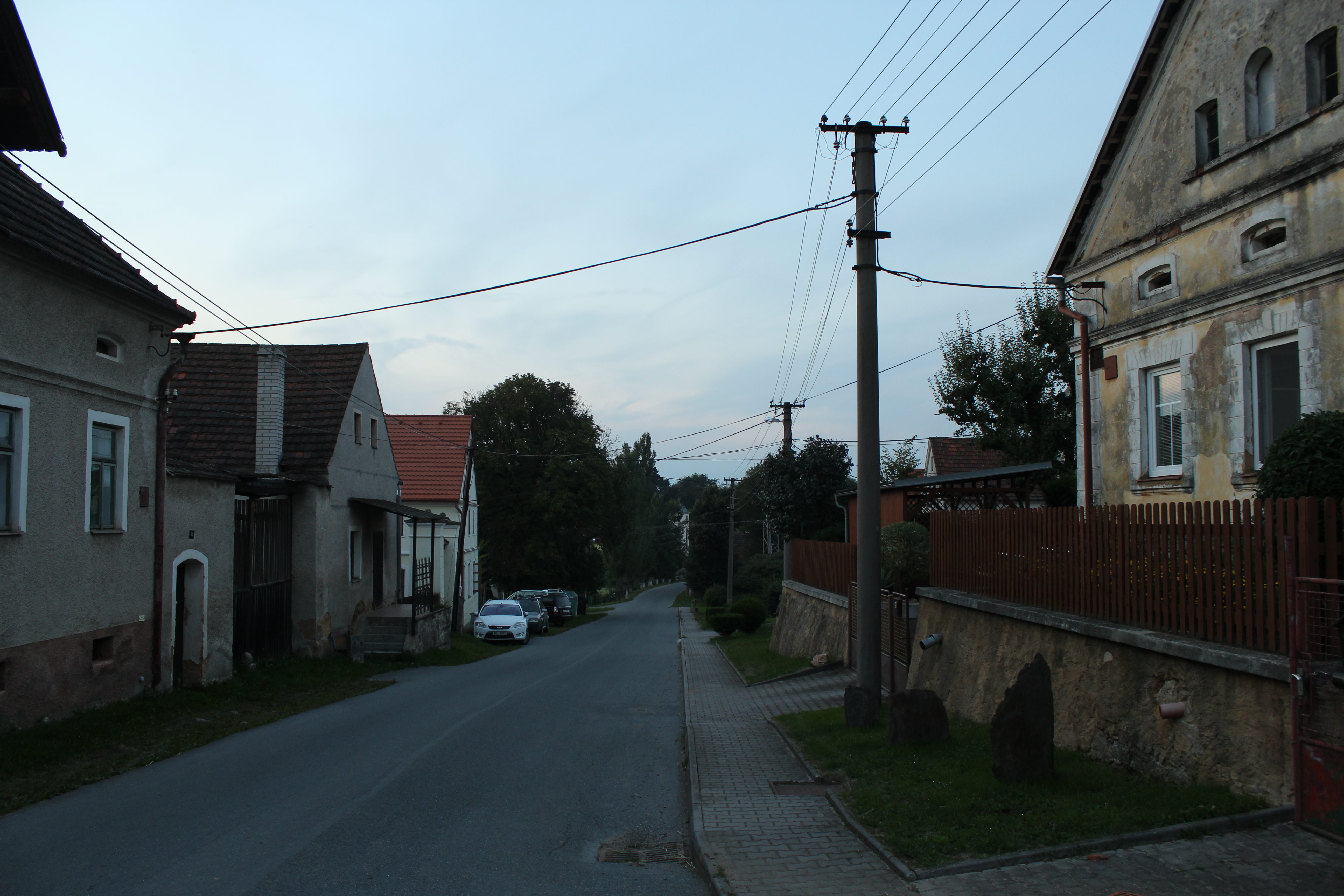
Silnice přes Darmyšl směrem k rybníku